# Thomas Gatzemeier
Thomas Gatzemeier (* 21. Dezember 1954 in Döbeln) ist ein deutscher Autor, Bildhauer und Maler.

Werkbeispiele
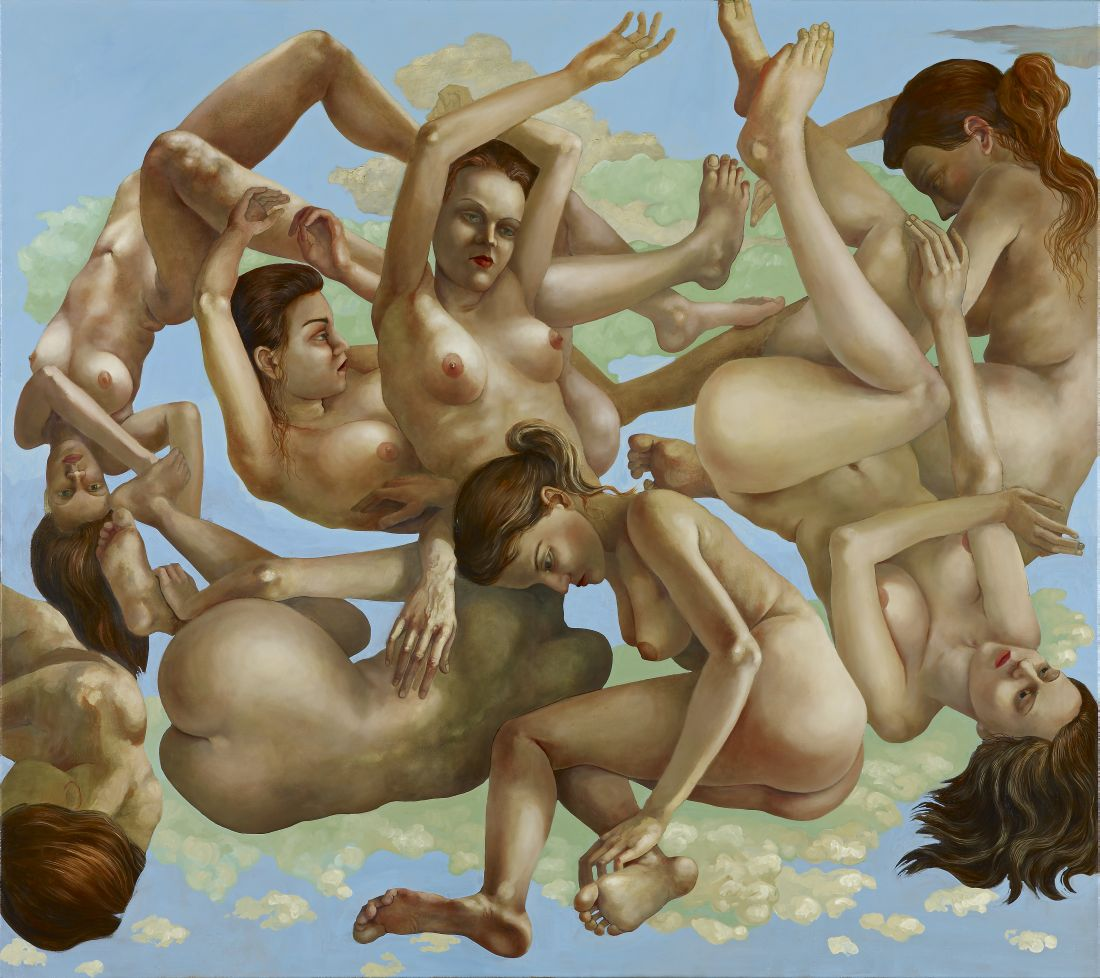
Le Ciel, 2007, Öl auf Leinwand, 180 × 160 cm
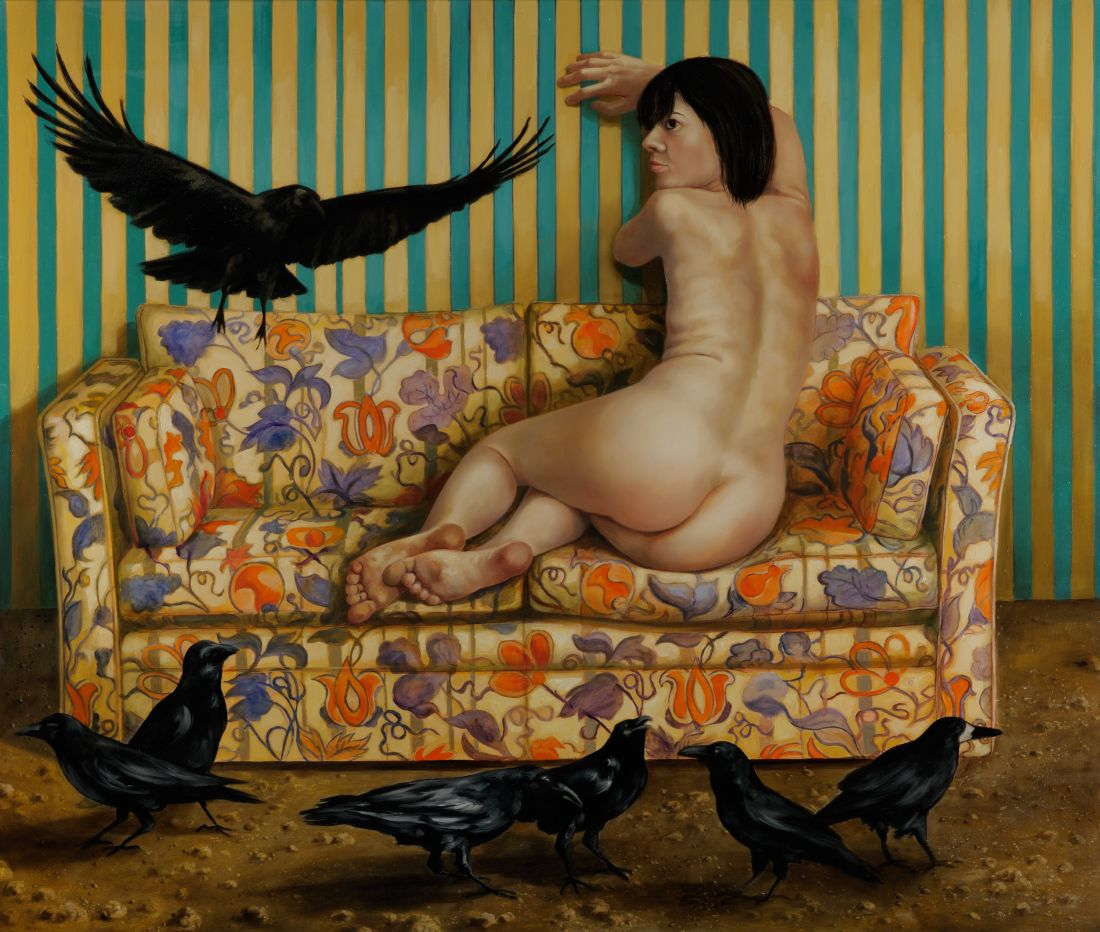
Die Vögel, 2008, Öl auf Leinwand, 110 × 130 cm
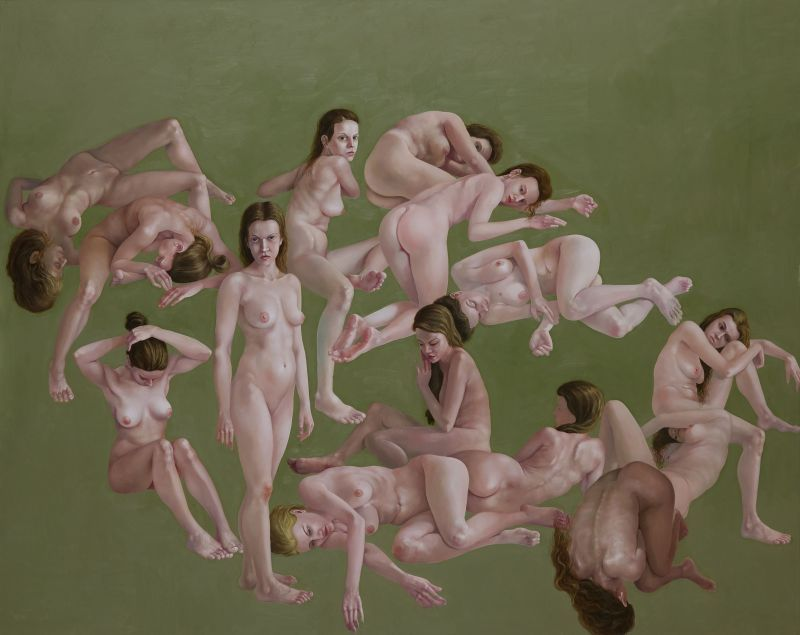
Jüngster Friede, 2006/2007, Öl auf Leinwand, 260 × 300 cm
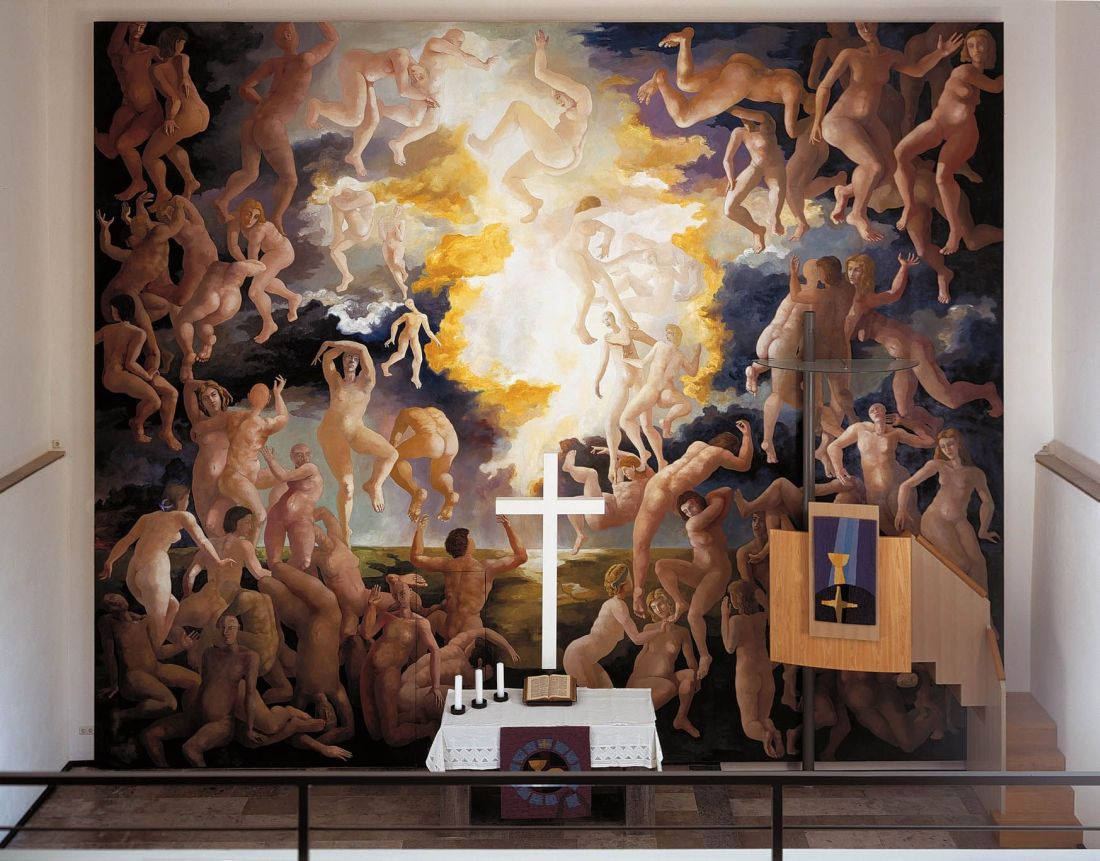
Auferstehung, 2002, Öl auf Leinwand, 714 × 850 cm, Altarbild der Marienkirche
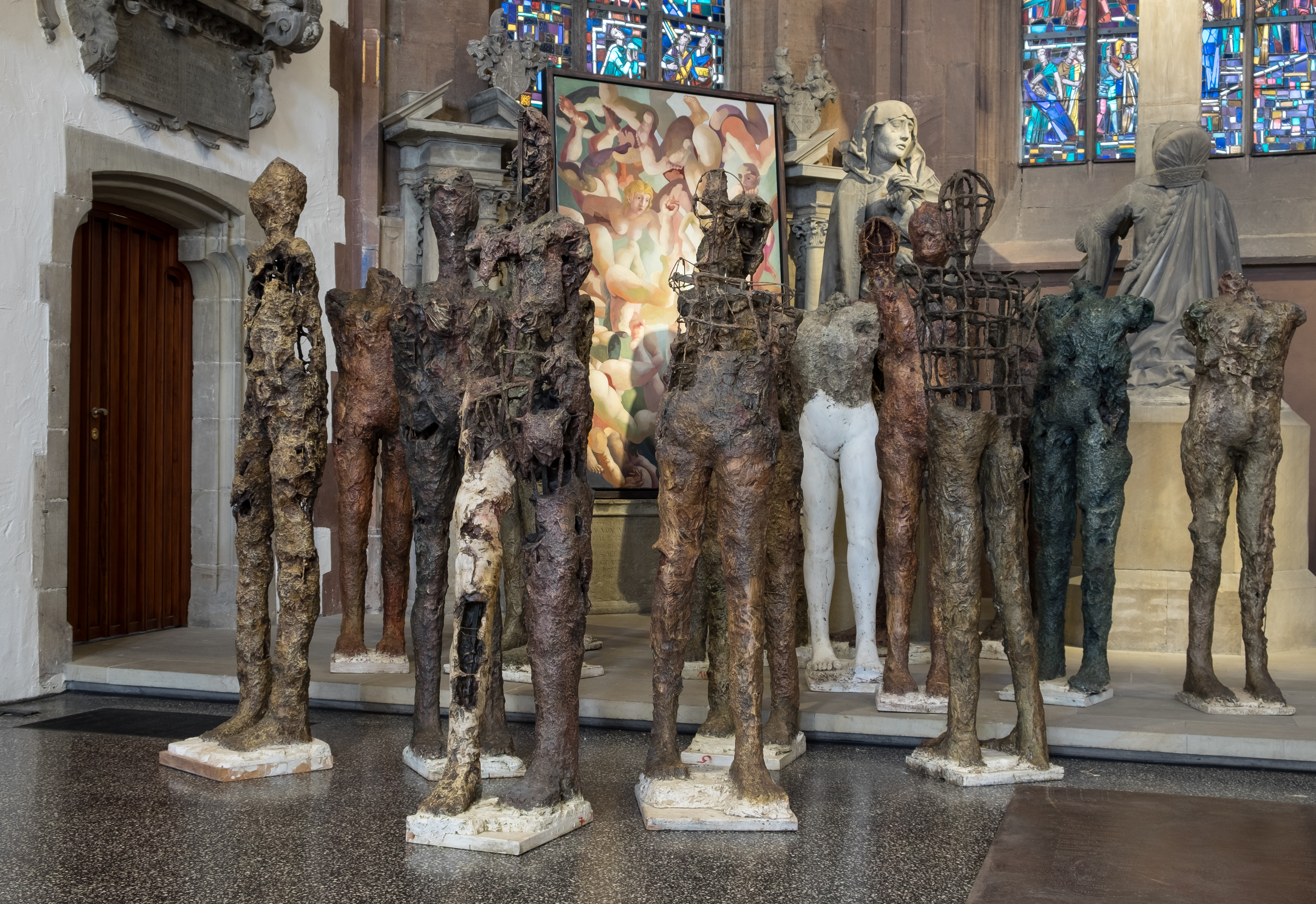
Thomas Gatzemeier 17 Plastiken 1993
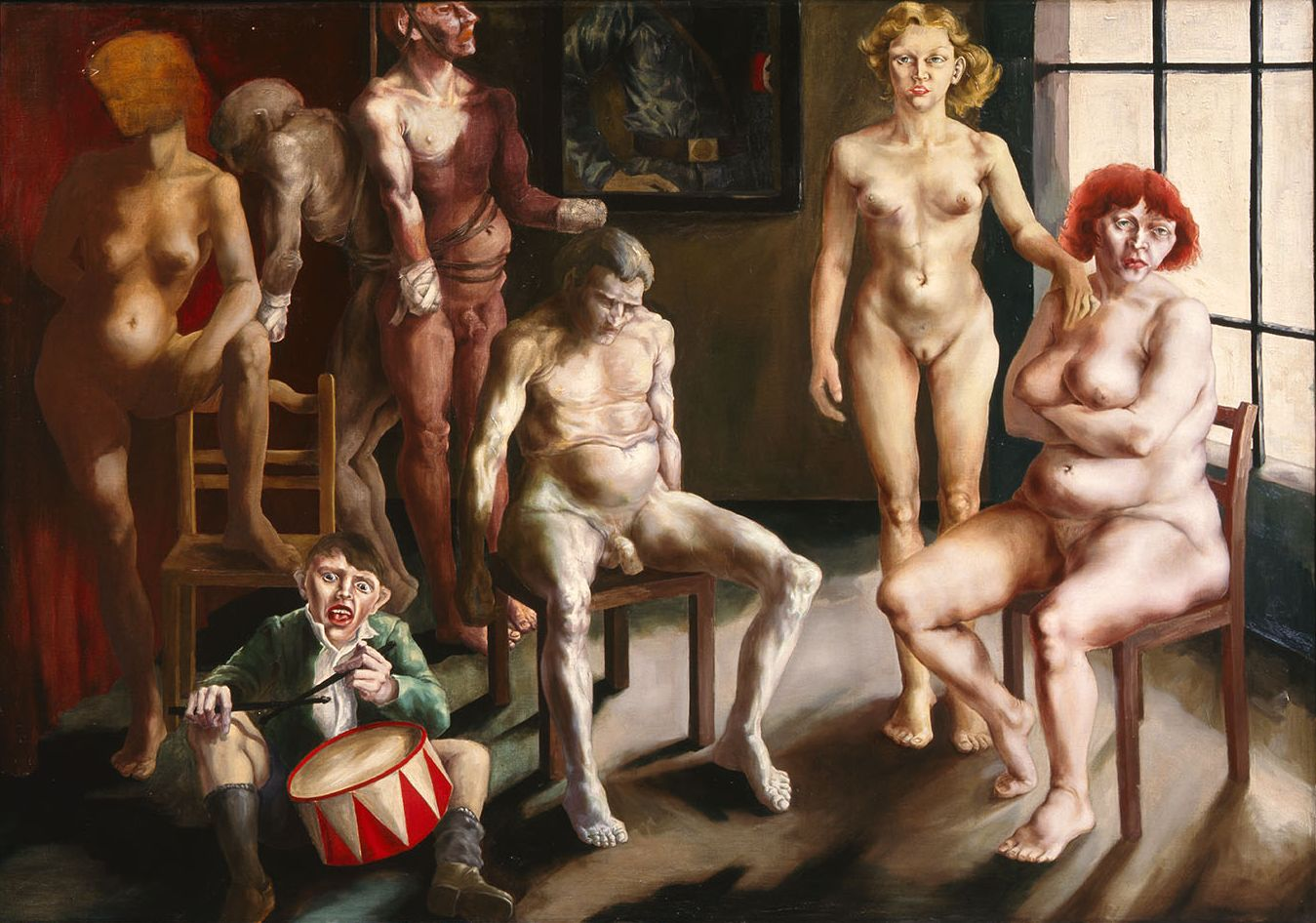
Die Hitler kommen und gehen aber das deutsche Volk bleibt (Stalin), 1980, Öl auf Leinwand, 170 × 238 cm

## Leben
Thomas Gatzemeier ist das Jüngste von vier Kindern und wuchs in Döbeln auf. Sein Vater, Dr. phil. Dr. med. Karl Gatzemeier, wurde 1935 in Münster in Altphilologie und Theologie promoviert. Danach studierte er in Leipzig Medizin. Seine Mutter, Eva Gatzemeier geb. Overmann, wurde Anfang in den 1930er Jahren an der Leipziger Gewerbeschule von Kurt Feuerriegel zur Keramikerin ausgebildet. 1971 beendete Thomas Gatzemeier die Polytechnische Oberschule in Döbeln mit der Mittleren Reife und wurde da zum Schrift- und Plakatmaler ausgebildet. Anschließend leistete er seinen Wehrdienst in der NVA und wurde aus gesundheitlichen Gründen vorzeitig entlassen.
Nach einer kurzzeitigen Beschäftigung als Steinmetzgehilfe begann er 1975 in Leipzig ein Studium der Malerei und Grafik an der Hochschule für Grafik und Buchkunst. Seine Lehrer waren Arno Rink und Volker Stelzmann. Als Diplomarbeit schuf er ein Großformatiges Gemälde einer Beerdigung und das Bild „Die Hitler kommen und gehen“ (Josef Stalin). Er schrieb eine Diplomarbeit mit dem Titel „Essays über den Tod“. Von 1980 bis 1986 arbeitete Gatzemeier in Döbeln und übernahm Staatsaufträge. Für den Club der Werktätigen in Döbeln malte er vier großformatige Bilder: Urteil des Paris, Sommertag und zwei Landschaften. Die Bilder sind heute im Rathaus, dem Gymnasium und dem Theater von Döbeln zu sehen. Im Jahr 1983 begann er seine Arbeit am Roman „Der Sekretär“, die er erst 2010 beenden sollte. Nachdem sein Bruder und seine Schwägerin 1984 aus politischen Gründen inhaftiert worden waren, stellte Gatzemeier einen Antrag auf Ausreise aus der DDR. Daraufhin erhielt er ein Ausstellungsverbot.
Im Jahr 1986 wurde seinem Antrag stattgegeben und Gatzemeier zog nach Karlsruhe, um dort als freier Künstler zu arbeiten. 1987 hatte er dort seine erste Einzelausstellung in der Galerie Paepke, 1988 im Badischen Kunstverein und in der Galerie Koppelmann in Köln. Im selben Jahr erhielt er eine Förderkoje der Art Cologne. Es folgten zahlreiche Ausstellungen in Galerien und Kunstvereinen. 1989 zeigte er das mit seinem Kollegen Paul-Uwe Dietsch geschaffene Projekt „In Spirit of Rubens“ auf der Art Cologne. 1991 wurde das Projekt im Kunstverein Siegen gezeigt. In den Jahren 1992–93 arbeitete Gatzemeier an dem Skulpturenprojekt „17 Plastiken“. Die Arbeit, die sich auf Gewalt im weitesten Sinne und auf die rechtsextremistischen Morde im Deutschland des Jahres 1992 bezog, wurde 1994 erstmals im Berliner Reichstagsgebäude gezeigt. Im Jahr 2002 bekam Gatzemeier den Auftrag für ein 60 m² großes Wandbild für die Marienkirche bei Crailsheim.
Von 2006 bis 2015 betrieb Gatzemeier ein weiteres Atelier in Leipzig. Bis 2012 entstanden der Roman „Morgen, morgen wird alles zum guten Ende kommen“ und einige Erzählungen. Ende Januar 2020 zog Thomas Gatzemeier von Karlsruhe nach Leipzig. Seitdem betreibt sein 2009 gegründeter Soll & Haben Verlag und Kunsthandel eine Galerie in Leipzig.

## Werk und Rezeption
Gatzemeier ist durch die Ausbildung an der Hochschule für Grafik und Buchkunst geprägt. Diese Schule lehrte in alter akademischer Tradition das Handwerk der Malerei und konzentrierte sich auf die menschliche Figur.
Nach einiger Zeit lösten sich seine Figurenbilder ins Abstrakte auf und fanden später langsam wieder zum Gegenstand zurück. Heute steht der klar gezeichnete, fast klassizistisch zu nennende, Akt im Mittelpunkt seiner Arbeit.
Eduard Beaucamp, der mehrfach über das Werk von Thomas Gatzemeier schrieb, bezeichnete die Vielfalt seiner Ausdrucksweise: „Sein Werk bestimmen keine stilistischen Kohärenzen, vielmehr vitalistische Rhythmen. Wie Satyrspiele flankieren leichtflüssige, hell aquarellierte Tuschzeichnungen die schwerblütige Malerei. Sie huldigen dem bukolischen und surrealistischen Picasso der zwanziger Jahre. Gatzemeier überrascht mit Bocksprüngen und jähen Umschlägen.“
Kreiste das Werk von Thomas Gatzemeier seit Anfang seines Schaffens um den Menschen und dessen Bezug zur Welt, um Eros und Thanatos, um Gewalt, Leid und Sinnlichkeit, so verschwand diese Leiblichkeit seit 2017 zunehmend aus der Bildwelt des Künstlers. Einerseits war es der Künstler leid, sich ständig rechtfertigen und erklären zu müssen, warum er nackte Menschen darstellte. Andererseits entdeckte er durch eine Ausstellung der Werke von Maria Sibylla Merian 2017 im Frankfurter Städel die Naturdarstellungen neu, welche ihm durch Reproduktionen in seinem Elternhaus vertraut waren. Seitdem entstand und entsteht der umfängliche Werkzyklus „Sammelsurium“.

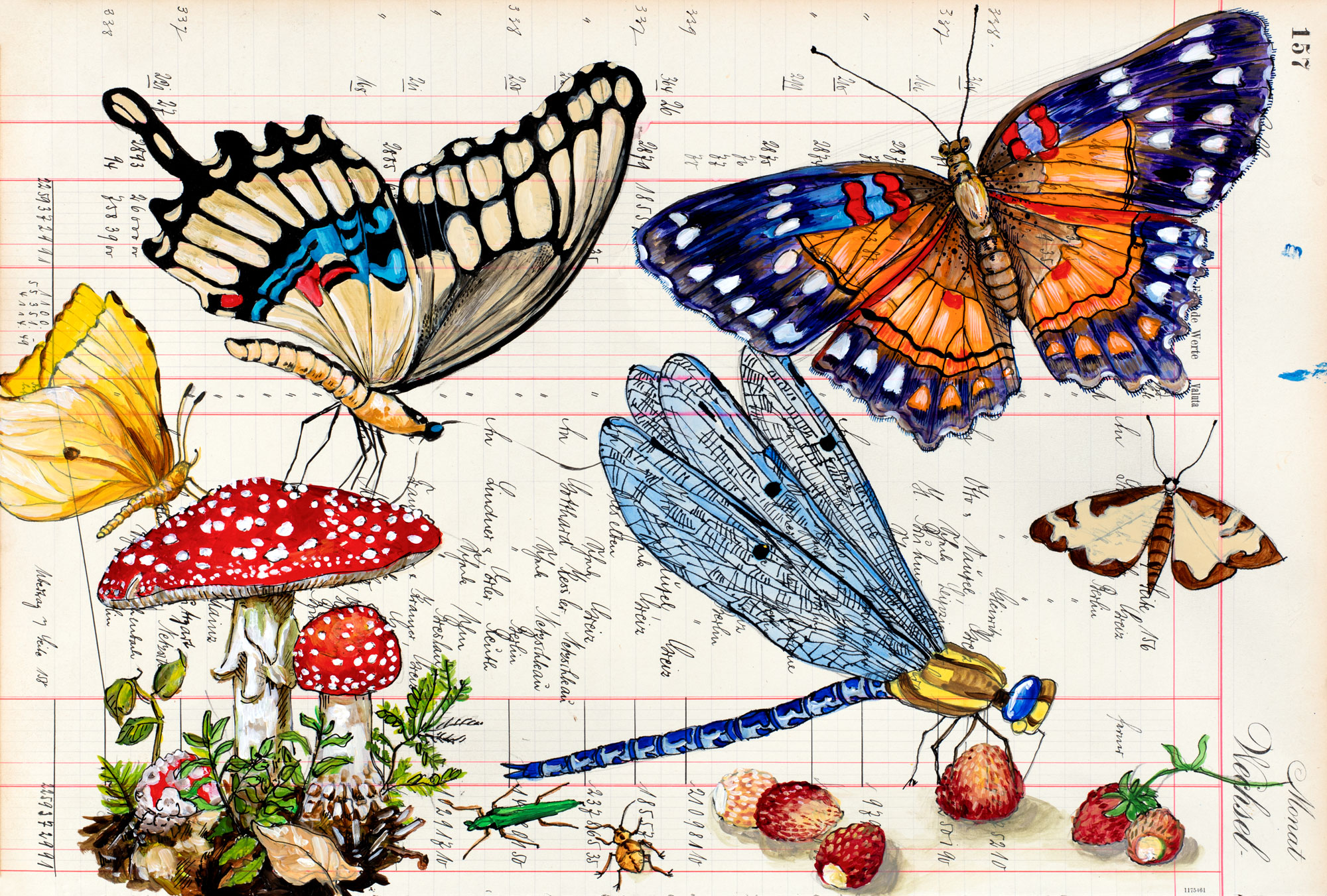
Thomas Gatzemeier: Fliegenpilzerntezeit, 2020
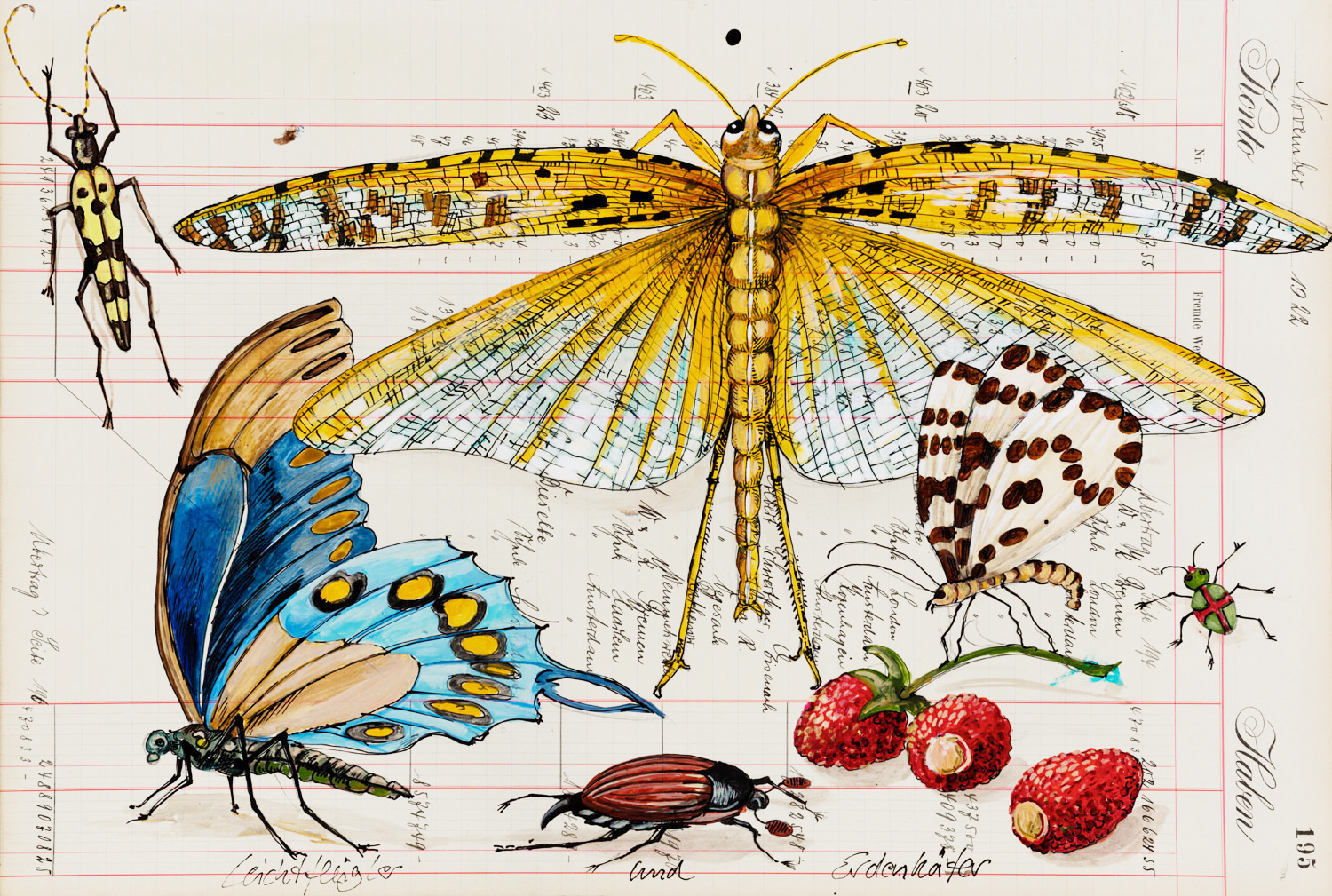
Thomas Gatzemeier: Erdbeerkäfer, 2018
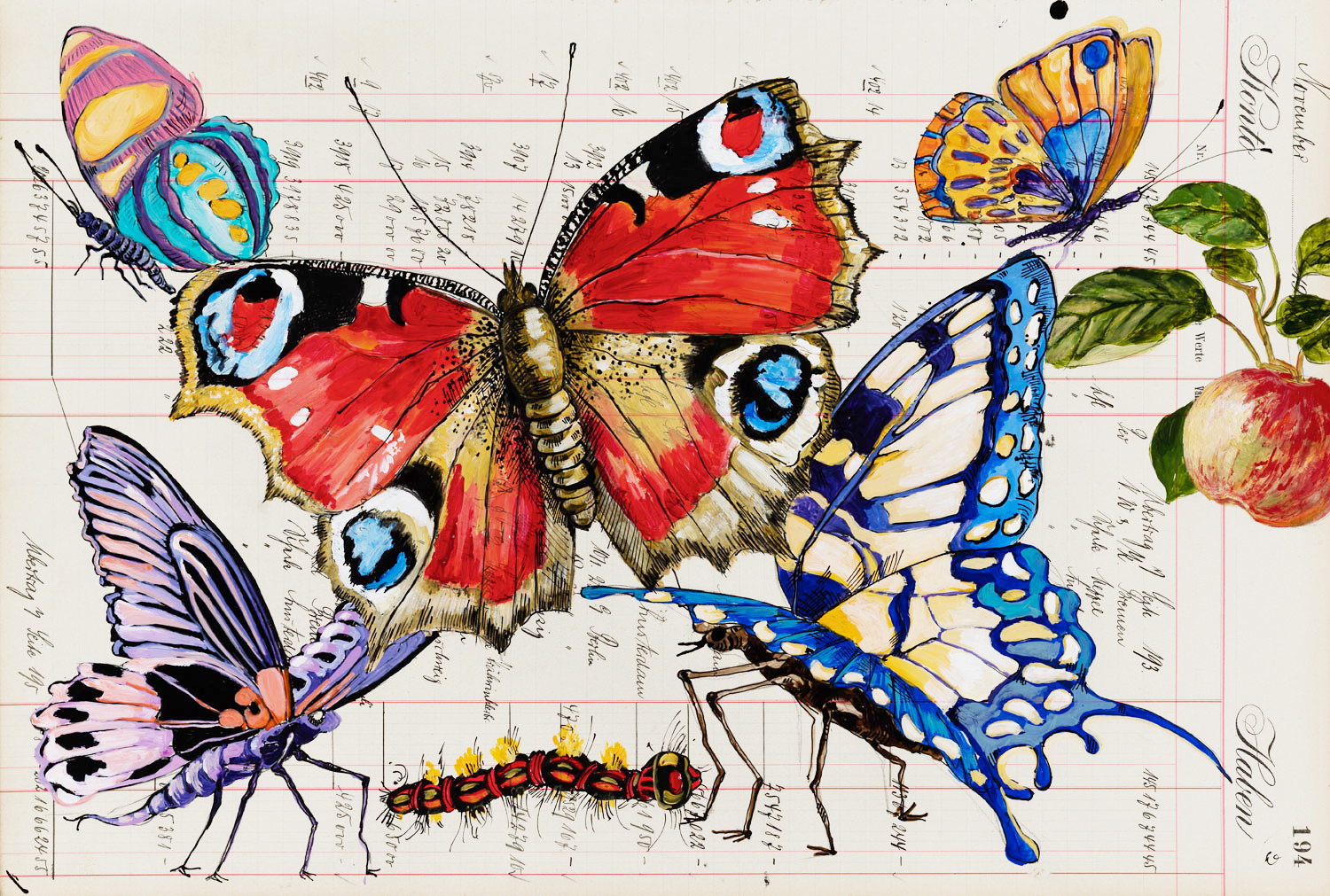
Thomas Gatzemeier: Tagpfauenauge im Landeanflug, 2018
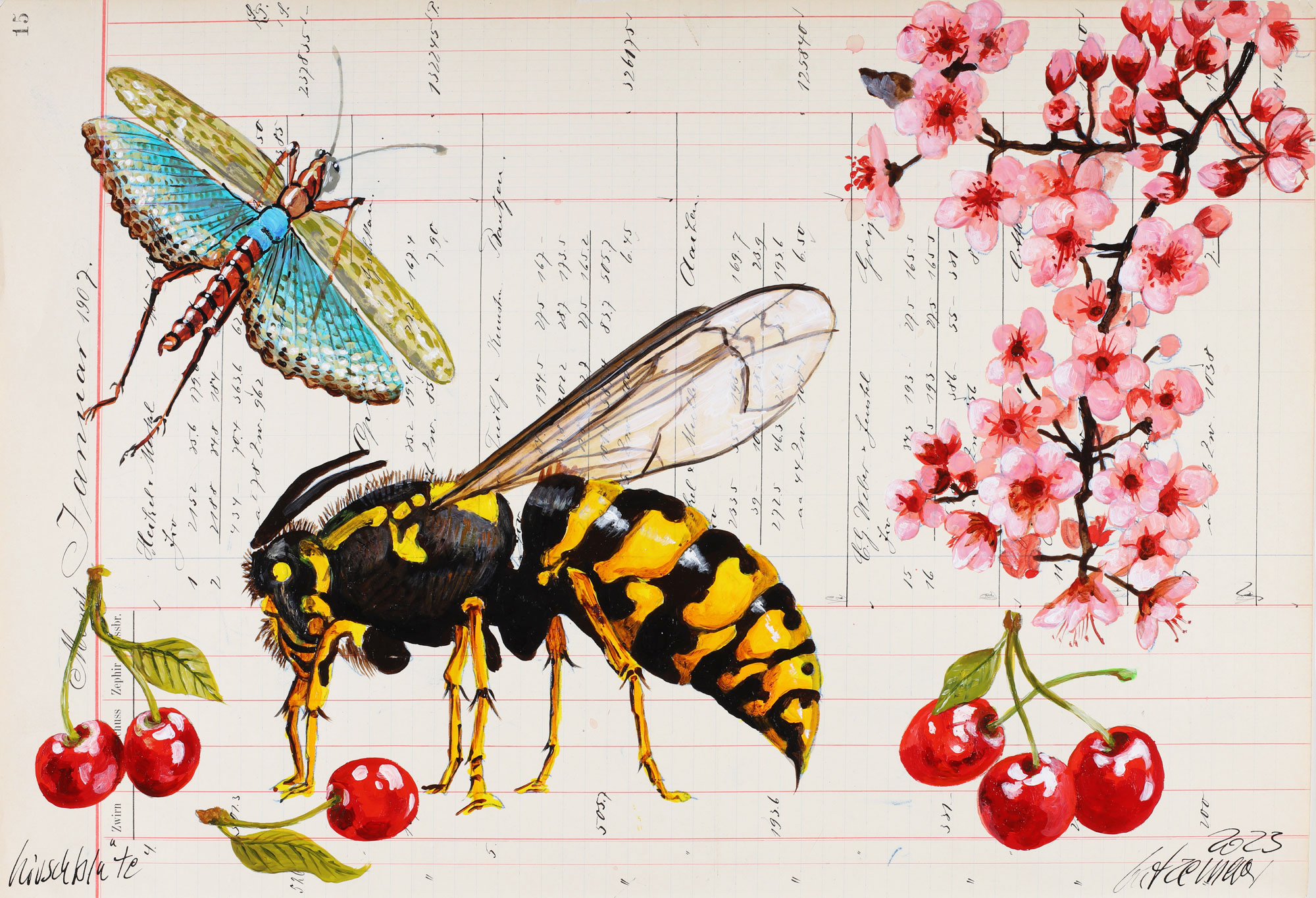
Thomas Gatzemeier: Kirschblüte, 2023

Daneben widmete sich Gatzemeier wieder vermehrt seiner Autorenschaft. Auf seinem Blog veröffentlicht er Glossen zu allerlei Themen und schreibt Texte zur Kunst aus der subjektiven Sicht des Künstlers.

## Romane, Erzählungen, Kunstbücher
- Der Sekretär. Roman. Soll und Haben Verlag, 2010, ISBN 978-3-9813423-0-7.
- Der Uneinsichtige. Erzählungen. Soll und Haben Verlag, 2011, ISBN 978-3-9813423-1-4.
- Morgen, morgen wird alles zum guten Ende kommen! Roman. Soll und Haben Verlag, 2012, ISBN 978-3-9813423-3-8.
- Morgen wird alles zum guten Ende kommen. Roman. Durchgesehene Neuausgabe als Taschenbuch. Mitteldeutscher Verlag, 2014, ISBN 978-3-95462-326-6.
- Horst Kistner Lichtspiele Bildband. Herausgeber und Texte Thomas Gatzemeier. Soll und Haben Verlag, 2017, ISBN 978-3-9813423-4-5
- Die mystische Möhre Ein Bilder-Geschichten-Buch. Soll und Haben Verlag, 2018, ISBN 978-3-9813423-5-2
- Torsten Ueschner Das Meer Ort der Sehnsucht. Soll und Haben Verlag, 2022, ISBN 978-3-9813423-9-0

## Einzelausstellungen
- 1987 Galerie Paepke Karlsruhe
- 1988 Badischer Kunstverein Karlsruhe
- 1988 Galerie Koppelmann Köln
- 1988 Galerie Steinbrecher Bremen
- 1988 Galerie Rieker Heilbronn
- 1988 Förderkoje Art Cologne
- 1989 Art Cologne Einzelausstellung
- 1989 Galerie Ressel Wiesbaden
- 1990 Galerie Koppelmann Köln
- 1990 Ursula Blickle Stiftung Kraichtal
- 1990 Galerie Panetta Mannheim
- 1991 Kunstverein Siegen
- 1991 Galerie Rieker Heilbronn
- 1991 Galerie Ressel Wiesbaden
- 1991 Galerie Baumann & Stromer Zürich
- 1992 Galerie Rössler München
- 1993 Galerie Panetta Mannheim
- 1994 Reichstag Berlin
- 1994 Galerie Ressel Wiesbaden
- 1997 Mannheimer Kunstverein
- 1997 BW-Bank Karlsruhe-Heilbronn
- 1997 Galerie Steiger Lübeck
- 1997 Projekt „17 Plastiken“ Lübeck
- 1998 Städtische Galerie Zwickau
- 1998 Chapel Art Center Hamburg
- 1998 Chapel Art Center Köln
- 1998 Mannheimer Kunstverein
- 1998 Galerie von Tempelhoff Karlsruhe
- 1998 Städtische Galerie Zwickau
- 1998 Hospitalhof Stuttgart
- 1999 Städtische Galerie Döbeln
- 1999 Galerie Rieker Heilbronn
- 2000 Kunsthalle Gießen
- 2000 Galerie Döbele Dresden
- 2000 Galerie Falzone Mannheim
- 2000 Galerie Fox Essen
- 2001 Galerie Schrade Karlsruhe
- 2001 Kunstverein Lippstadt
- 2002 Projekt Auferstehung | Marienkirche Onolzheim
- 2003 Galerie Fox Essen
- 2003 Wartbergkirche Heilbronn
- 2003 Galerie Rieker Heilbronn
- 2005 Universitäts- und Landesbibliothek Sachsen-Anhalt
- 2005 Badische Landesbibliothek Karlsruhe
- 2005 Galerie am Sachsenplatz Leipzig
- 2006 Stadtmuseum Döbeln
- 2006 Kunststiftung ben zi bena Merseburg
- 2008 Galerie Leipziger Schule Leipzig
- 2009 ArtFuhrmann Rostock
- 2010 Kunstwerk Nippes Köln
- 2013 Galerie Rieker Heilbronn
- 2013 Kunstwerk Nippes Köln
- 2014 Michaela Helfrich Galerie Berlin
- 2015 Kunstverein Glauchau
- 2015 Kunstverein Turmgalerie Augustusburg
- 2015 Galerie Rieker Heilbronn (mit Horst Kistner)
- 2015 Galerie Ricarda Fox Mülheim (mit Horst Kistner)
- 2016 Galerie Elzenheimer Schwalbach (mit Horst Kistner)
- 2016 Städtische Galerie Döbeln
- 2016 Kunstverein Siegen
- 2016 Galerie Koppelmann – Kunstwerk Nippes, Köln
- 2017 Michaela Helfrich Galerie Berlin
- 2018 Stadtgalerie Bad Soden am Taunus
- 2019 Michaela Helfrich Galerie MIX (mit Horst Kistner)
- 2019 Galerie AURIGA Home-Story Rostock
- 2019 Städtische Galerie Markkleeberg Studio
- 2019 Galerie Hospitalhof Stuttgart Leibhaft (mit Saskia Schultz)

## Arbeiten in Sammlungen
- Galerie Neue Meister Dresden
- Städtische Museen Heilbronn
- Städtische Galerie Karlsruhe
- Badisches Landesmuseum Karlsruhe
- Oberhessisches Museum Gießen
- Museum Würth Schwäbisch Hall
- Bundesgerichtshof Karlsruhe
- Sammlung Deutsche Bank Frankfurt
- Kupferstichkabinett Dresden Dresden

## Filme über Gatzemeier
- Der Maler, die Stasi und das Vaterland. Dokumentarfilm des SWR, Regie: Gerd Ries
- Atelier des Künstlers in Leipzig 2011.